# Cymothoe hobarti
Cymothoe hobarti là một loài bướm ngày thuộc họ Nymphalidae. Nó được tìm thấy ở Africa, from Cameroon to Western Kenya.
The following subspecies are recognised:
- Cymothoe hobarti hobarti (Western Kenya và Uganda)
- Cymothoe hobarti mwamikazi (North-East Zaire)
- Cymothoe hobarti candidata (Uéle in North Zaire, Cameroun)
- Cymothoe hobarti lactanganyikae